# La sonámbula, recuerdos del futuro
La sonámbula, recuerdos del futuro, también conocida simplemente como La sonámbula, es una película argentina de ciencia ficción de 1998 dirigida por Fernando Spiner y protagonizada por Eusebio Poncela, Gastón Pauls y Sofía Viruboff. El guion fue escrito por Fernando Spiner y Ricardo Piglia. Su estreno se produjo el 24 de septiembre de 1998.

## Sinopsis
Corre el año 2010 en una Argentina ucrónica, y es el Bicentenario de la Revolución de Mayo. Durante ese año, el gobierno realiza pruebas experimentales con una nueva sustancia química. Pero ocurre un accidente, por el cual la gente pierde la memoria, y con ella su identidad.
Una joven, Eva Rey (Sofía Viruboff) es una de esas personas y las autoridades creen que puede ser la clave de esta extraña situación. Ella también piensa unirse al grupo subversivo de Gorrión (Gastón Pauls). A Eva se le permite salir de la instalación experimental donde la han estado tratando, pero acompañada de Ariel (Eusebio Poncela). Solo que en lugar de vigilar a Eva, Ariel comienza a enamorarse de ella.

## Reparto
- Eusebio Poncela ... Ariel Kluge
- Alejandro Urdapilleta ... Aldo
- Lorenzo Quinteros ... Gauna
- Gastón Pauls ... Gorrión
- Norman Brisky ... Duke
- Sofía Viruboff ... Eva
- Patricio Contreras ... Santos
- Pastora Vega ... Doctora Estévez
- Belén Blanco
- Noemí Frenkel